# Рома (Тексас)
Рома (енгл. Roma) град је у америчкој савезној држави Тексас. По попису становништва из 2010. у њему је живело 9.765 становника.

## Демографија
Према попису становништва из 2010. у граду је живело 9.765 становника, што је 148 (1,5%) становника више него 2000. године.
| Група             | 2000.         | 2010.         |
| Белци             | 136 (1,4%)    | 498 (5,1%)    |
| Афроамериканци    | 14 (0,1%)     | 6 (0,1%)      |
| Азијати           | 4 (0,0%)      | 3 (0,0%)      |
| Хиспаноамериканци | 9.477 (98,5%) | 9.261 (94,8%) |
| Укупно            | 9.617         | 9.765         |